# Dominion (película de 2018)
Dominion es un documental australiano de 2018 dirigido por Chris Delforce. Aborda el abuso animal en varias maneras y ámbitos, como animales de granja, de compañía, salvajes y de entretenimiento, así como en la experimentación con animales y la industria peletera. Utiliza principalmente metraje del Aussie Farms Repository, extraído con cámara oculta y drones.

## Sinopsis
Dominion contiene 18 capítulos sobre las violaciones de los derechos de los animales: cerdos, aves de corral, pavos, vacas, ovejas, cabras, peces, conejos, visones, zorros, perros, caballos, camellos, ratones, animales exóticos, focas y delfines, incluyendo una conclusión final de los narradores.

## Producción
La producción del documental se financió con dos campañas de crowdfunding que reunieron $19,796 y €57,710, respectivamente, así como por la organización animalista australiana Voiceless. Cuenta con la presencia de los actores Joaquin Phoenix, Rooney Mara y Sadie Sink, así como la cantante Sia. Se estrenó en Melbourne el 29 de marzo de 2018.

## Recepción
El documental fue aclamado por colectivos veganos y de la defensa de los derechos de los animales, llegando a ser comparado con Earthlings. Activistas veganos propusieron incluso que su visionado fuera obligatorio en las escuelas por todos los alumnos de más de 15 años, aunque con la advertencia de que podría herir la sensibilidad de numerosos espectadores.
Por el contrario, agrupaciones y sindicatos de agricultura tanto dentro como fuera de Australia criticaron el documental, acusándolo de no reflejar la realidad y de manipular la información con objeto de impulsar motivaciones ideológicas. Entre otros aspectos, se argumentó que el documental representa la excepción como si fuera la norma; el presidente de la Unión Industrial Cárnica de Australia, Patrick Hutchinson, afirmó con rotundidad que "lo que la película muestra no es representativo de las prácticas generales de la industria".